# Catedral de Leicester
La Iglesia Catedral de San Martín de Leicester, es la catedral anglicana de la ciudad de Leicester (Reino Unido), sede de la Diócesis de Leicester.
Situada próxima al casco histórico, la catedral es famosa por albergar la tumba del rey Ricardo III, descubiertos en el año 2015 tras más de 500 años después de su muerte.

## Historia
Cerca del emplazamiento de la catedral han sido encontrados restos de una edificaciones romanas.
Durante la época anglosajona, Leicester era sede diocesana, con su propia catedral, pero perdió el obispado cuando el último obispo sajón huyó durante las invasiones vikingas. La catedral actual no se corresponde con dicha seo, sino con una iglesia dedicada a San Martín de Tours, que aparece mencionada por primera vez en el Libro de Domesday (1086), cuando el edificio de estilo anglosajón fue remplazado por uno de estilo normando, cuyos vestigios aún pueden observarse en diversos lugares de la construcción.Sufrió diversas reformas en los siglos XIII y XV.
La mayor parte del aspecto del edificio actual procede de una serie de restauraciones en estilo gótico llevadas a cabo en la década de 1860, en plena era victoriana por el arquitecto Raphael Brandon.
En 1927, la Iglesia de San Martín fue elevada al rango de catedral al restituirse la Diócesis de Leicester un año antes.
La Catedral de Leicester fue declarado monumento clasificado de Grado II.

## Arquitectura

### Exterior

#### Pórtico Vaughan
El autor de esta obra, situada en el lado sur, fue George Frederick Bodley y data de 1897. Recibe su nombre en memoria de la familia Vaughan, varios de sus miembros sirvieron como vicarios durante gran parte del siglo XIX. El frente del pórtico muestra siete figuras santas de pierda arenisca dentro nichos.

#### Campanario y aguja
Diseñados por el arquitecto Raphael Brandon. La aguja fue agregada en 1862 con un altura de 67 metros. 
La torre de la catedral posee 13 campanas (incluido un repique de 12).

### Interior
Un nave de grandes dimensiones y un presbiterio conforman el interior del templo. Además de cuatro capillas, dos de las cuales, la de Santa Catalina y San Dunstán, se encuentran a cada lado del presbiterio y se utilizan ocasionalmente para servicios y vigilias más pequeños. 
Capilla de Santa Catalina
En el lado norte de la catedral, a la izquierda del edificio, contigua al presbiterio. Las tres vidrieras sobre el altar, la de la izquierda, muestra a San Francisco de Asís, la del centro a Santa Catalina y la vidriera de la derecha, al poeta del siglo XVII Robert Herrick.

#### Capilla de San Dunstán
Junto al presbiterio, en frente de la de Santa Catalina. En las vidrieras están representadas escenas de la vida del Santo. La capilla está reservada para la oración.

#### Capilla de San Jorge
Situada en la parte derecha de la catedral, era la capilla del Gremio de San Jorge. La efigie del santo nacional de Inglaterra, a caballo, se guardaba aquí y se sacaba en procesión por las calles anualmente cada 23 de abril. Uno de los temas de las vidrieras que decoran la capilla es el Santo derrotando al dragón. 
La capilla fue reconstruida en 1921 y conmemora el servicio de los soldados del Regimiento Real de Leicestershire, donde se guardan los registros y honores del Regimiento y los nombres de los fallecidos en las guerras de Crimea, Sudáfrica y las dos guerras mundiales.

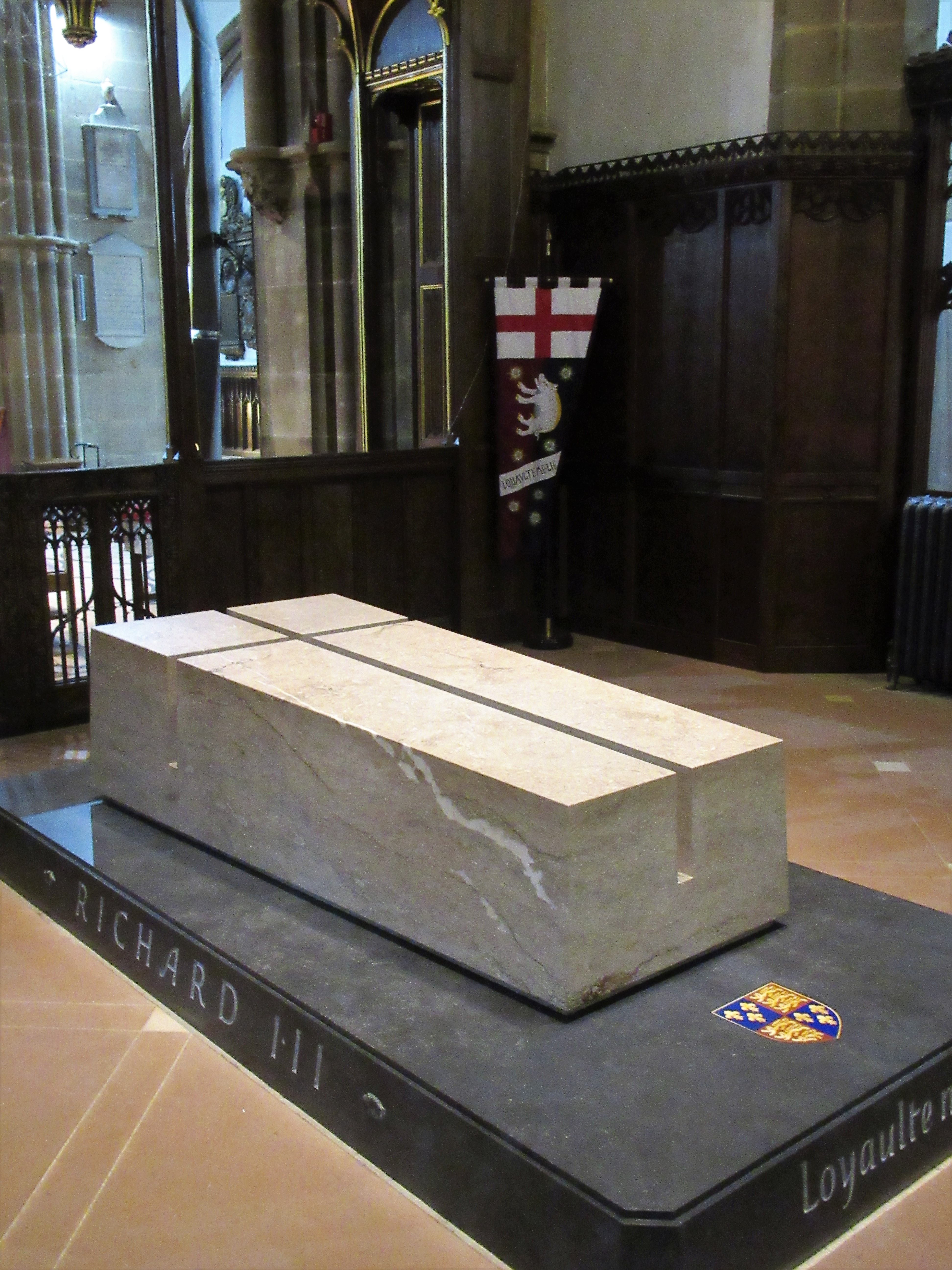
Tumba de Ricardo III

#### Capilla de Cristo Rey
La nueva capilla fue erigida en el año 2015 en el extremo este de la nave, con motivo del entierro del rey Ricardo III, el 25 de marzo de ese año.
La tumba fue diseñada por el estudio de arquitectura van Heyningen and Haward Architects. La lápida, un bloque rectangular de piedra fósil de Swaledale extraída en Yorkshire del Norte posee como única ornamentación el grabado de una cruz a lo largo de toda la superficie. Descansa sobre un pedestal de piedra caliza oscura de Kilkenny en el que están grabados, en cada uno de los laterales, el nombre, las fechas de nacimiento y muerte y el lema personal ; y en el centro, su escudo en pietra dura. Los restos del Rey fueron colocados en un osario de plomo dentro de un ataúd de roble inglés elaborado por Michael Ibsen, descendiente directo de la hermana de Ricardo, Ana de York. El ataúd se encuentra en una bóveda de ladrillos bajo el pedestal y la lápida.
En uno de los aledaños se encuentra la Gran Vidriera de Oriente, monumento que rinde homenaje a los caídos en la Primera Guerra Mundial.

## Coro
El Coro de la Catedral de Leicester está formado por el «Coro de Niños», el «Coro de Niñas» y los «Cantores de la Catedral». Los niños y niñas son elegidos de escuelas de la ciudad (Leicester) y del condado (Leicestershire). El Coro participa regularmente en festivales, en especial, el festival anual del Real Conservatorio de Música Sacra de Leicestershire, celebrado en el mes de septiembre en la propia catedral; y el «Festival de los Cuatro Coros de las Midlands», también de carácter anual en el mes de febrero, los coros de las catedrales de Derby, Coventry y Southwell Minster se reúnen, cada año van rotando entre las catedrales participantes, el repertorio es elegido y la música dirigida por los directores de todos los coros participantes.
Como parte de los preparativos para el nuevo entierro de Ricardo III, el diseñador británico de muebles Luke Hughes diseñó un nuevo mobiliario de roble macizo para una nueva distribución del coro y el clero dentro de la nave.